# Compagnies Républicaines de Sécurité

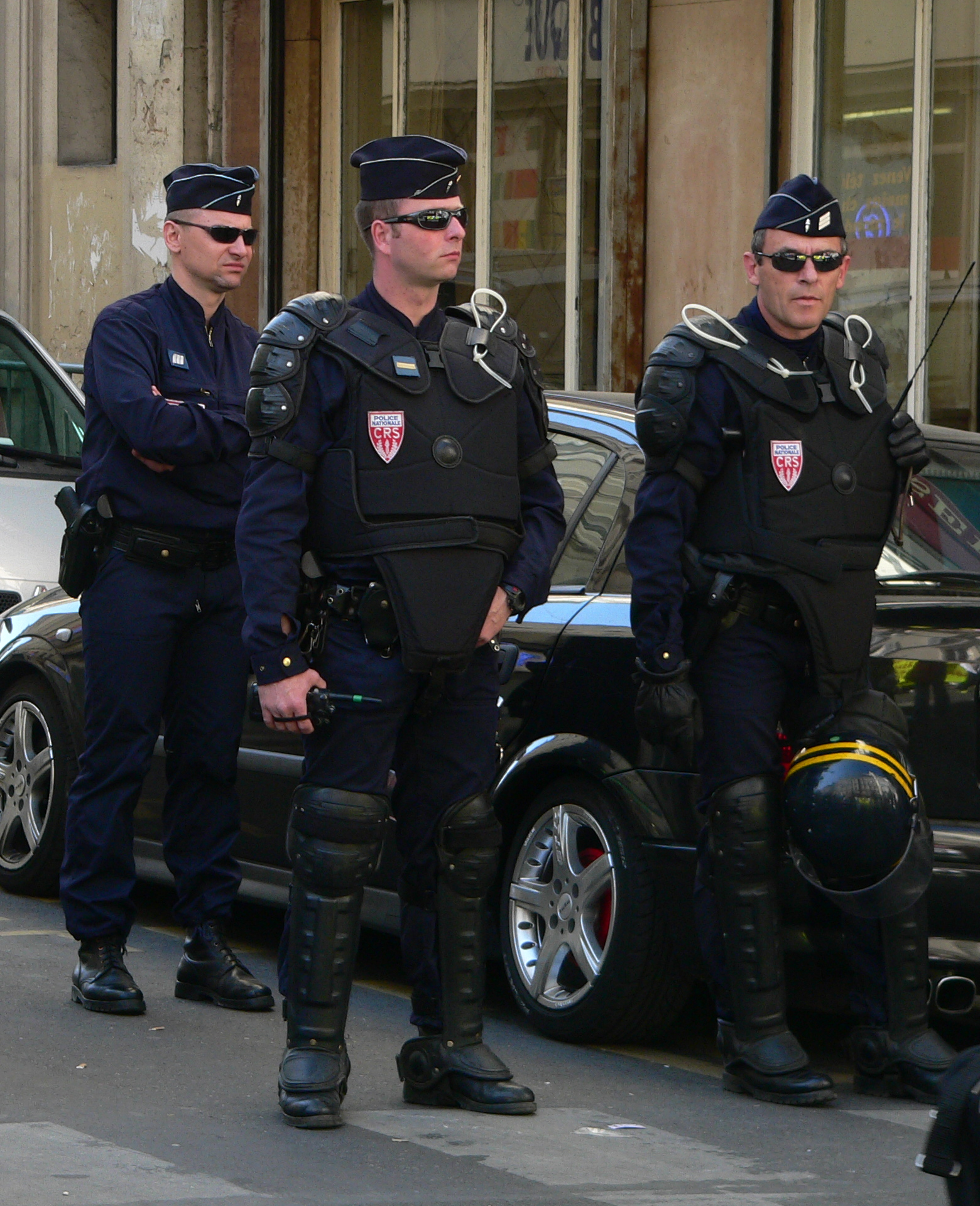
Polizisten der CRS bei einer Demonstration

Die Compagnies Républicaines de Sécurité (CRS; deutsch Republikanische Sicherheitskompanien) sind ein kasernierter Verband der Police nationale Frankreichs, deren Einsatzgebiete mit denen der Bereitschaftspolizei in Deutschland oder mit den Truppen des Innenministeriums in osteuropäischen Ländern vergleichbar sind. Sie stellen eine allgemeine Reserve der Police nationale dar und werden vor allem zur Absicherung von Demonstrationen und Großveranstaltungen eingesetzt. Ferner gehören die Verkehrsüberwachung, die Wasserrettung und die Bergrettung zu ihren Aufgaben. Die Kompanie 1 (CRS n°1) ist zur Begleitung von gefährdeten Personen im In- und Ausland abgestellt und arbeitet dabei mit dem Service de protection des hautes personnalités zusammen. Ferner übernimmt die CRS den Gefangenentransport.

Abzeichen der CRS

Bei der Gendarmerie nationale besteht mit der Gendarmerie Mobile eine vergleichbare Einheit. Die CRS trägt blaue Uniformen mit dem Abzeichen der CRS und die Gendarmerie mobile schwarze mit einer stilisierten Fackel als Abzeichen. Auch auf Fahrzeugen der CRS ist dieses Symbol angebracht.

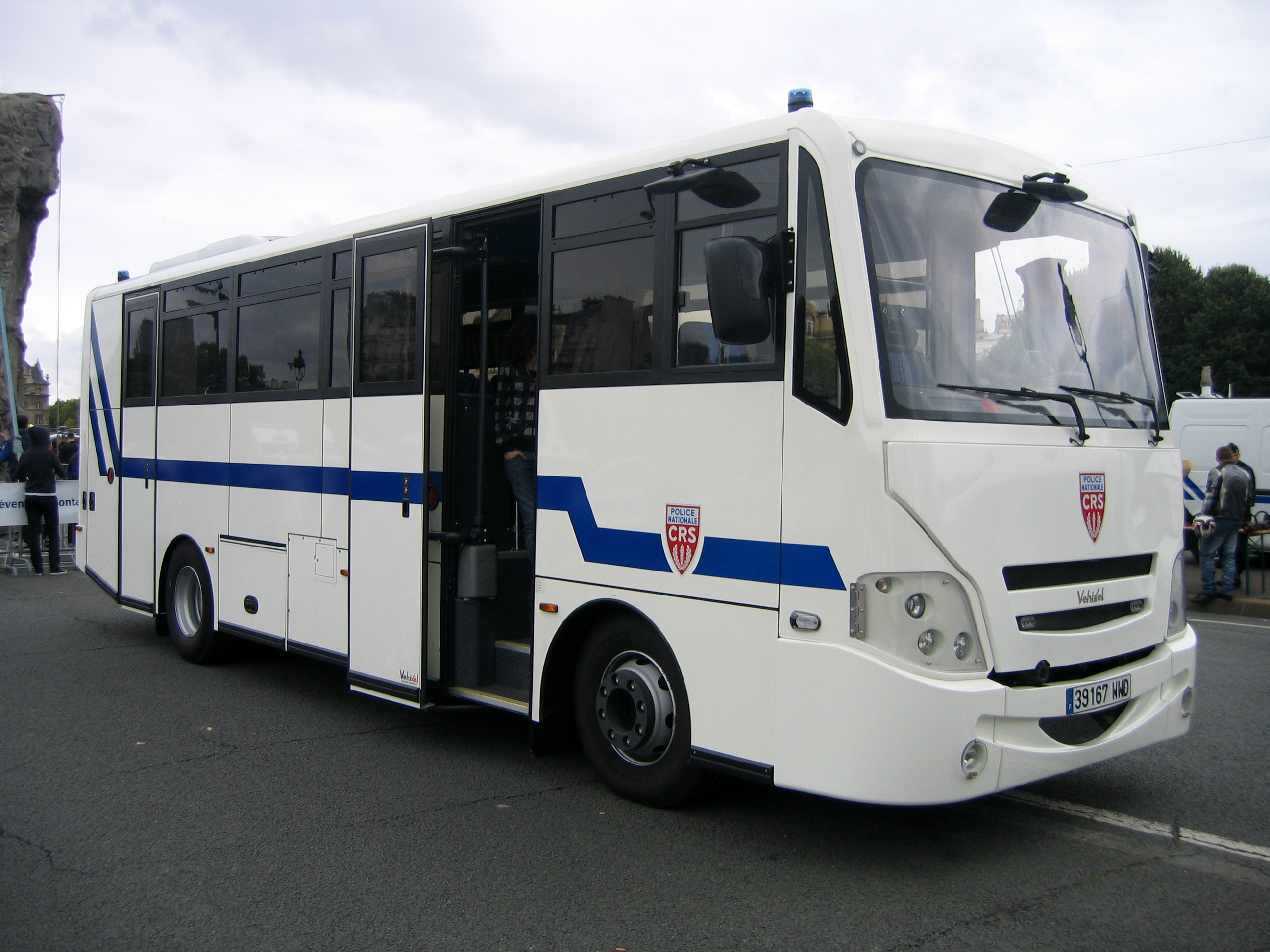
Bus der CRS

## Geschichte
Die CRS wurde am 8. Dezember 1944 gegründet und erste Einheiten am 31. Januar 1945 bei einer Versammlung von Offizieren verschiedener Sicherheitseinheiten in Marseille organisiert. Die Aufstellung wurde am 7. März 1945 in einer Verordnung bestätigt. Eine Neuorganisation fand 1952 statt. Vorgängerorganisation waren die paramilitärisch organisierten Groupes mobiles de réserve des Vichy-Regimes.
Im Gegensatz zu den Einheiten der Gendarmerie handelt es sich um eine rein zivile Organisation. In der Anfangszeit waren viele Mitglieder der Kommunistischen Partei (PCF) in der CRS vertreten. Dieser Umstand führte letztendlich zur Neuorganisation, nachdem am 12. November 1947 in Marseille eine von der Gewerkschaft CGT und der kommunistischen Partei organisierte Demonstration trotz eines entsprechenden Befehls von der CRS nicht aufgelöst worden war.

## Auftrag
Aufgabe der CRS:
- Aufrechterhalten oder Wiederherstellen der öffentlichen Sicherheit und Ordnung bei Großereignissen, sportlichen Großveranstaltungen, anderen Massenveranstaltungen jeder Art (z. B. kulturelle Veranstaltungen, Feste) und möglicherweise konfliktträchtigen Veranstaltungen (z. B. Demonstrationen und Arbeitskämpfe)
- Rettungsdienst an Badestränden während der Sommerzeit als Rettungsschwimmer (maîtres nageurs sauveteur, MNS)
- Bergrettungsdienst (gemeinsam mit der Gendarmerie nationale)
- Bekämpfung von Gewalt in Stadtgebieten (lutte contre les violences urbaines)
- Verkehrsüberwachung auf Umgehungsstraßen
- Vorbeugungsmaßnahmen bei Kindern und Jugendlichen (z. B. Verkehrserziehung, Verhalten im Gebirge)
- Maßnahmen gegen Jugendkriminalität, z. B. mit Freizeitangeboten in den Ferien
- Museum der CRS
- Polizeimusik

## Organisation
Insgesamt gibt es 61 Einsatzkompanien, wobei in jeder Kompanie vier, in einigen auch sechs Züge aufgestellt sind.
Im Einzelnen ist der Aufbau wie folgt:
- Generaldirektion (unterstellt dem Generaldirektor der Police Nationale)
  - Büro zur Koordinierung (Stab)
  - Technische Inspektion
  - Unterdirektion für Einsatz
  - Unterdirektion für Personal und Ausbildung
  - Unterdirektion für Logistik
- 7 Gebietsdirektorate in jeweils einem Verteidigungsbezirk
- Territoriale Staffel
  - 60 Allgemeine Kompanien
  - 1 Begleitkompanie mit Musikkorps (CRS n° 1)
  - 9 Autobahnkompanien
  - 6 Gebietsmotorradkompanien
  - 1 Gebirgsgruppe (Pyrenäen)

Daneben gibt es noch ein Nationales Zentrum für Gebirgs- und Skiausbildung in Chamonix und vier Ausbildungszentren in Dijon, Rennes, Sainte-Foy-lès-Lyon und Toulouse.
Eine Kompanie mit vier Zügen besteht aus folgenden Beamten:
- 1 Commandant de Police als Commandant de la CRS
- 1 Capitaine de Police,
- 2 Lieutenants de Police,
- 1 bis 4 Majors de Police,
- 10 bis 20 Brigadiers-Chef de Police
- 5 bis 10 Brigadiers de Police
- 100 bis 120 Gardiens de la Paix

Angehörige der CRS wohnen in Wohneinrichtungen (Cantonnement).

## Einsätze der Compagnies Républicaines de Sécurité
Die primäre Aufgabe der CRS besteht in der Abwehr von Gefahren durch Massenveranstaltungen, wie zum Beispiel Demonstrationen. In der Vergangenheit wurde hier die große und unverhältnismäßige Gewaltanwendung immer wieder kritisiert. Insbesondere bei den Mai-Demonstrationen 1968 wurden das Schlagwort „CRS = SS“ verwendet. Außerdem wurde die Abkürzung CRS in „Compagnie de Répression Syndicale“ (Kompanie zur Gewerkschaftsunterdrückung) und „Compagnie Républicaine du Sourire“ (Republikanische Kompanie des Lächelns) umgedeutet.
Bei Großdemonstrationen von 60.000 Menschen gegen das Kernkraftwerk Creys-Malville im Juli 1977 schoss die CRS Blendgranaten in Menschenansammlungen, wodurch der Demonstrant Vital Michalon tödlich und hunderte Menschen zum Teil schwer verletzt wurden.

## Trivia
Im April 2011 wurde vom französischen Innenministerium der Genuss von alkoholischen Getränken zum Essen während der Arbeitszeit untersagt. Angehörige der CRS beschwerten sich und drohten mit Streik. Im Oktober 2010 hatten Mitglieder der CRS während einer Demonstration öffentlich Alkohol getrunken und so Unmut auf sich gezogen.